# Vicente Pérez Nestar
Vicente "Quico" Pérez Nestar (22 de enero de 1928 - 23 de agosto de 2002), fue un futbolista español.

## Biografía
Vicente Pérez Nestar nació en el pequeño municipio de Arconada, Palencia, el menor de los cinco hijos de Fabriciano Pérez Revilla y de Ricarda Nestar Frechilla, oriundos de la provincia de Palencia, aunque se crio en Villafranca de Ordicia, donde se uniría al equipo local, el Villafranca UC. Más tarde pasó al Burgos Club de Fútbol. Uniéndose en 1953 al Deportivo Vasco de Caracas, donde coincidió con Andrés Prieto, siendo ambos fichados por el Real Club Deportivo Espanyol, donde permaneció 3 temporadas. Finalizó su carrera en el Hércules de Alicante Club de Fútbol.
Abrió durante un tiempo una floristería en Ordizia, junto al kiosko de la estación.
Falleció a los 74 años, el 23 de agosto de 2002 en San Sebastián.